# یونیون لول (ویرجینیا)
یونیون لول (به انگلیسی: Union Level) یک منطقهٔ مسکونی در ایالات متحده آمریکا است که در شهرستان مکلنبرگ، ویرجینیا واقع شده‌است. یونیون لول ۱۸۸ نفر جمعیت دارد.